# نرودا (فیلم)
نرودا (انگلیسی: Neruda) فیلمی در ژانر زندگینامه‌ای به کارگردانی پابلو لارائین است که در سال ۲۰۱۶ منتشر شد. از بازیگران آن می‌توان به امیلیو گوتیه‌رس کابا و گائل گارسیا برنال اشاره کرد.
داستان فیلم دربارهٔ شاعر و سیاستمدار محبوب شیلیایی پابلو نرودا است و دوره‌ای را نشان می‌دهد که به دنبال محاکمه و تعقیب قانونی کمونیست‌ها، نرودا که عضو این حزب بود، وادار به فراری طولانی در شیلی و در نهایت پناه گرفتن به اروپا می‌شود.